# Arial
Arial (também chamado de Arial MT) é um tipo de letra sem serifa e um conjunto de fontes de computador no estilo neo-grotesco. As fontes da família Arial estão incluídas em todas as versões do Microsoft Windows a partir do Windows 3.1, alguns outros aplicativos de software da Microsoft, macOS da Apple e muitas impressoras de computador PostScript 3. O tipo de letra foi desenhado em 1982, por Robin Nicholas e Patricia Saunders, para Monotype Typography. Cada um de seus caracteres tem a mesma largura daquele caractere na fonte popular Helvetica; o objetivo deste design é permitir que um documento projetado em Helvetica seja exibido e impresso com as quebras de linha e de página pretendidas sem uma licença Helvetica. Por causa de suas aparências quase idênticas, tanto Arial quanto Helvetica são comumente confundidos um com o outro.
A fonte Arial compreende muitos estilos: Regular, Itálico, Médio, Médio Itálico, Negrito, Negrito Itálico, Preto, Preto Itálico, Extra Bold, Extra Bold Italic, Light, Light Italic, Narrow, Narrow Italic, Narrow Bold, Narrow Bold Italic, Condensado, Light Condensed, Bold Condensed e Extra Bold Condensed. A família de tipos Arial estendida inclui mais estilos: Arredondado (Light, Regular, Bold, Extra Bold); Monoespaçado (Regular, Oblíquo, Negrito, Negrito Oblíquo). Muitos deles foram emitidos em várias configurações de fonte com diferentes graus de suporte a idiomas. As fontes Arial mais usadas e agrupadas são Arial Regular, Italic, Bold e Bold Italic; os mesmos estilos de Arial Narrow; e Arial Black. Mais recentemente, Arial Rounded também foi amplamente usada.
No Office 2007, Arial foi substituído por Calibri como fonte padrão no PowerPoint, Excel e Outlook.

## História

### Origem
Esta fonte foi desenvolvida como uma fonte bitmap sem-serifa por Robin Nicholas e Patricia Saunders em 1982 nos escritórios da Monotype no Reino Unido, por encomenda da IBM, a qual usava uma fonte similar, a Helvetica, adquirida à Linotype, na impressora IBM 4250. Talvez tenham pedido à Monotype para desenvolver uma fonte sem serifa e metricamente igual à Helvetica, para efeitos de compatibilidade, pelos elevados custos de licenciamento cobrados pela Linotype. Esta nova fonte seria incluída numa nova série de impressoras a laser (IBM 3800). A Monotype então cria uma fonte baseada numa já existente, a Monotype Grotesk, metricamente semelhante à Helvetica, mas com sutis alterações quanto à forma e ao espaçamento entre letras, de forma a ser mais legível em monitores em várias resoluções. Nesta altura, julga-se que o nome Arial não existia, e a IBM denominou-a "Sonora Sans" (e a Times New Roman por "Sonora Serif").
Uns anos mais tarde, e de forma análoga, a Microsoft lança o Windows 1.0 em 1985. Desde essa data até ao lançamento do Windows 3.0, a Microsoft inclui nestas versões a fonte "Helv" (assim como a "TmsRmn"), sofrendo então um processo em tribunal devido à violação de marca ("Helv" é abreviação de "Helvetica", "TmsRmn" da "Times New Roman"). A Microsoft procura então uma fonte que pudesse substituir a Helvetica, de forma a evitar elevados custos de licenciamento da Linotype (tal como a IBM havia feito) para o próxima versão do Windows a ser lançada. É aqui que entra a Monotype com a fonte Sonora Serif, licenciada à IBM, mas não em exclusivo. A Microsoft lança então em 1992, o Windows 3.1 com esta família de fontes da Monotype, denominando-a Arial, e sob o formato de uma nova tecnologia desenvolvida em parceria com a Apple, o TrueType.
Surgiu assim, pela necessidade que a IBM tinha para concorrer com a fonte Helvetica, criada pela empresa Linotype em 1957, e muito popular desde então. Evitando assim o uso dessa fonte, devido aos elevados custos de licença por parte da Linotype e também da Adobe Systems, esta última detentora da tecnologia PostScript que a fonte Helvetica utilizava. Quanto à tecnologia, a Microsoft recorreu ao TrueType, desenvolvida em conjunto com a Apple Computer. O Windows 3.1 foi o primeiro programa a implementar esta tecnologia, com um conjunto de outras fontes (Arial, Bookman Oldstyle, Book Antiqua, Corsiva, Century Schoolbook, Century Gothic, e Times New Roman). Esta surgiu também com o intuito de ser uma alternativa economicamente viável em relação ao PostScript da Adobe Systems. Actualmente O último padrão PostScript Type 3, para além da Helvetica e outras fontes, inclui agora também a Arial.

### Presença
A fonte Arial é incluida nos sistemas operativos Microsoft Windows desde a versão 3.1 . As versões mais recentes do Windows também incluem uma variante, a Arial Unicode MS, que inclui mais grafemas do padrão Unicode para ser utilizada em várias línguas, como o Grego, Turco, Cirílico, entre outras. A Arial Unicode MS é a fonte mais completa em termos de fontes mais  difundidas. No entanto existem outras fontes que cobrem um número maior de grafemas, como as Bitstream Cyberbit e Code2000.

#### Aplicações
- Logotipo do canal televisivo de Nova Iorque WCBS-TV, mais conhecido por CBS 2 (entre 1986 e 2000)
- É utilizada em várias placas de trânsito nas ruas de Manaus.

### Versões
- 1.00 - (1992) fornecida com o Windows 3.1 e o Windows for Workgroups 3.11.
- 2.00 (WGL4) - Versão WGL4 fornecida com o Windows 95 e Windows NT 4.0. Esta versão não contém o símbolo do euro (€).
- 2.00 (Win ANSI) - Versão Win ANSI fornecida com o Windows 95.
- 2.01 - Esta versão especial é fornecida apenas na versão beta do Windows 98 euro update patch.
- 2.45 - Versão Win ANSI fornecida com o Windows 98 dos Estados Unidos.
- 2.50 - Fornecida com as versões europeias do Windows 98. Os utilizadores norte-americanos podem adicioná-la instalando o suporte multi-línguas (multilanguage support).
- 2.55 - Versão WGL4 fornecida com a versão final do "Windows 95 euro update" lançada a 4 de Novembro de 1998.

## Classificação
Classificação da Arial conforme os vários tipos de classificações adaptados pelas empresas ou tipógrafos:
- Adobe
- ATypl: Round Typeface, Sans Serif (Grotesque)
- Bitsream
- BS 2961: 6b lineal neo-grotesque
- Counterspace: sans serif
- DIN 16518. erifenlose Linear-Antiqua
- Hans Peter Willberg: Statische Grotesk
- Lynotype
- Maximilien Vox
- Microsoft
- Monotype: Sans Serif - Grotesque
- PANOSE: Latin text, ...
- URW++

## Exemplo de Arial
O parágrafo seguinte está escrito em Arial, caso esteja instalada no seu computador, senão é utilizada o tipo de letra monospace.

Design é um termo da língua inglesa que se refere a um determinado esforço criativo, seja bidimensional ou tridimensional, segundo o qual se projetam objetos ou meios de comunicação diversos para o uso humano. A tradução em português é portanto "projeto" e não "desenho", da qual é um falso cognato. Por este fato, ela é às vezes erroneamente traduzida como "desenho", mas não se refere diretamente ao ato de desenhar. Devido à influência da literatura inglesa e à baixa qualidade de algumas traduções, é comum encontrar nos países de língua portuguesa a palavra original, de forma que o profissional que trabalha na área de design (i.e. o projetista) é comumente chamado de designer.

ABCDEFGHIJKLMNOPQRSTUVWXYZ

abcdefghijklmnopqrstuvwxyz

1234567890

Exemplos de caracteres

IPA: /ɪgˈzɑːmpəl əv aɪpiːˈeɪ tɹɑːnˈskɹɪpʃən/.

Caracteres árabes: العربية.

Caracteres hebraicos: עברית.

Caracteres cirílicos: Кирилица.

Caracteres gregos: Ελληνικά.

## Similares
Como nos Estados Unidos o grafismo das fontes não está consagrado no registo de patentes como trabalho artístico, outras empresas podem comercializar fontes semelhantes
. Apenas se podem patentear as marcas das fontes, assim como algumas tecnologias utilizadas, como o PostScript, TrueType, OpenType, e certos detalhes das fontes.
A Arial é comercializada pela Monotype como Arial Monotype ou Arial MT, já as da Microsoft denominam-se Arial ou Arial MS. Já a variante Arial Unicode MS, licenciada também pela Monotype à Microsoft, é comercializada pela Monotype sob a designação Arial Unicode MT (de MonoType), podendo usar o termo Arial já que a Monotype possui a patente.
A fonte "Liberation Sans", pertencente à família "Liberation Fonts", é uma variante concebida para ser metricamente compatível com a Arial, para utilização em sistemas FLOSS (ex: Distribuições Linux, LibreOffice, entre outros).